# Greater Blue Mountains
Greater Blue Mountains är ett 10 300 km² stort naturområde på en sandstensplatå i västra delen av New South Wales i Australien. 
Området består av sju olika nationalparker (Blue Mountains, Gardens of Stone, Kanangra-Boyd, Nattai, Thirlmere Lakes, Wollemi, Yengo) och Jenolan-grottorna. Greater Blue Mountains skrevs år 2000 in på Unescos världsarvslista.